# Lista planetelor minore/154401–154500
Aceasta este Lista planetelor minore/154401–154500; pentru a naviga prin lista completă vezi Lista planetelor minore.
Pentru ale detalii vezi și Proiect:Astronomie sau Portal:Astronomie.
| Nume     | Denumire provizorie | Data descoperirii | Locul descoperirii   | Descoperitor(i)   |
| -------- | ------------------- | ----------------- | -------------------- | ----------------- |
| 154401 - | 2003 AP52           | 5 ianuarie 2003   | Socorro              | LINEAR            |
| 154402 - | 2003 AB53           | 5 ianuarie 2003   | Socorro              | LINEAR            |
| 154403 - | 2003 AM54           | 5 ianuarie 2003   | Socorro              | LINEAR            |
| 154404 - | 2003 AU56           | 5 ianuarie 2003   | Socorro              | LINEAR            |
| 154405 - | 2003 AK57           | 5 ianuarie 2003   | Socorro              | LINEAR            |
| 154406 - | 2003 AX58           | 5 ianuarie 2003   | Socorro              | LINEAR            |
| 154407 - | 2003 AB59           | 5 ianuarie 2003   | Socorro              | LINEAR            |
| 154408 - | 2003 AJ75           | 10 ianuarie 2003  | Socorro              | LINEAR            |
| 154409 - | 2003 AN75           | 10 ianuarie 2003  | Socorro              | LINEAR            |
| 154410 - | 2003 AY77           | 10 ianuarie 2003  | Socorro              | LINEAR            |
| 154411 - | 2003 AR82           | 11 ianuarie 2003  | Socorro              | LINEAR            |
| 154412 - | 2003 AX82           | 8 ianuarie 2003   | Bergisch Gladbach⁠(d) | W. Bickel⁠(d)      |
| 154413 - | 2003 BQ8            | 26 ianuarie 2003  | Anderson Mesa        | LONEOS            |
| 154414 - | 2003 BH12           | 26 ianuarie 2003  | Anderson Mesa        | LONEOS            |
| 154415 - | 2003 BQ19           | 26 ianuarie 2003  | Haleakala            | NEAT              |
| 154416 - | 2003 BF21           | 27 ianuarie 2003  | Anderson Mesa        | LONEOS            |
| 154417 - | 2003 BO25           | 26 ianuarie 2003  | Palomar              | NEAT              |
| 154418 - | 2003 BR26           | 26 ianuarie 2003  | Anderson Mesa        | LONEOS            |
| 154419 - | 2003 BH27           | 26 ianuarie 2003  | Anderson Mesa        | LONEOS            |
| 154420 - | 2003 BB31           | 27 ianuarie 2003  | Socorro              | LINEAR            |
| 154421 - | 2003 BO33           | 27 ianuarie 2003  | Haleakala            | NEAT              |
| 154422 - | 2003 BO36           | 27 ianuarie 2003  | Socorro              | LINEAR            |
| 154423 - | 2003 BW40           | 28 ianuarie 2003  | Socorro              | LINEAR            |
| 154424 - | 2003 BM42           | 28 ianuarie 2003  | Socorro              | LINEAR            |
| 154425 - | 2003 BQ44           | 27 ianuarie 2003  | Socorro              | LINEAR            |
| 154426 - | 2003 BE47           | 29 ianuarie 2003  | Palomar              | NEAT              |
| 154427 - | 2003 BC48           | 27 ianuarie 2003  | Anderson Mesa        | LONEOS            |
| 154428 - | 2003 BE48           | 27 ianuarie 2003  | Anderson Mesa        | LONEOS            |
| 154429 - | 2003 BY49           | 27 ianuarie 2003  | Socorro              | LINEAR            |
| 154430 - | 2003 BX50           | 27 ianuarie 2003  | Socorro              | LINEAR            |
| 154431 - | 2003 BN51           | 27 ianuarie 2003  | Socorro              | LINEAR            |
| 154432 - | 2003 BP51           | 27 ianuarie 2003  | Socorro              | LINEAR            |
| 154433 - | 2003 BE55           | 27 ianuarie 2003  | Haleakala            | NEAT              |
| 154434 - | 2003 BC56           | 28 ianuarie 2003  | Haleakala            | NEAT              |
| 154435 - | 2003 BO57           | 27 ianuarie 2003  | Socorro              | LINEAR            |
| 154436 - | 2003 BD66           | 30 ianuarie 2003  | Kitt Peak            | Spacewatch        |
| 154437 - | 2003 BX67           | 27 ianuarie 2003  | Socorro              | LINEAR            |
| 154438 - | 2003 BM77           | 30 ianuarie 2003  | Anderson Mesa        | LONEOS            |
| 154439 - | 2003 BW77           | 30 ianuarie 2003  | Anderson Mesa        | LONEOS            |
| 154440 - | 2003 BO79           | 31 ianuarie 2003  | Anderson Mesa        | LONEOS            |
| 154441 - | 2003 BV80           | 30 ianuarie 2003  | Anderson Mesa        | LONEOS            |
| 154442 - | 2003 BS82           | 31 ianuarie 2003  | Socorro              | LINEAR            |
| 154443 - | 2003 BX82           | 31 ianuarie 2003  | Socorro              | LINEAR            |
| 154444 - | 2003 BF83           | 31 ianuarie 2003  | Socorro              | LINEAR            |
| 154445 - | 2003 BQ84           | 30 ianuarie 2003  | Haleakala            | NEAT              |
| 154446 - | 2003 CY1            | 1 februarie 2003  | Kitt Peak            | Spacewatch        |
| 154447 - | 2003 CZ1            | 1 februarie 2003  | Socorro              | LINEAR            |
| 154448 - | 2003 CT4            | 1 februarie 2003  | Socorro              | LINEAR            |
| 154449 - | 2003 CY5            | 1 februarie 2003  | Anderson Mesa        | LONEOS            |
| 154450 - | 2003 CE6            | 1 februarie 2003  | Socorro              | LINEAR            |
| 154451 - | 2003 CN9            | 2 februarie 2003  | Socorro              | LINEAR            |
| 154452 - | 2003 CO10           | 3 februarie 2003  | Socorro              | LINEAR            |
| 154453 - | 2003 CJ11           | 3 februarie 2003  | Anderson Mesa        | LONEOS            |
| 154454 - | 2003 CG12           | 2 februarie 2003  | Palomar              | NEAT              |
| 154455 - | 2003 CL12           | 2 februarie 2003  | Palomar              | NEAT              |
| 154456 - | 2003 CE18           | 8 februarie 2003  | Socorro              | LINEAR            |
| 154457 - | 2003 CK19           | 8 februarie 2003  | Socorro              | LINEAR            |
| 154458 - | 2003 CU19           | 8 februarie 2003  | Socorro              | LINEAR            |
| 154459 - | 2003 DJ1            | 21 februarie 2003 | Palomar              | NEAT              |
| 154460 - | 2003 DO1            | 21 februarie 2003 | Palomar              | NEAT              |
| 154461 - | 2003 DU5            | 19 februarie 2003 | Palomar              | NEAT              |
| 154462 - | 2003 DC6            | 22 februarie 2003 | Kitt Peak            | Spacewatch        |
| 154463 - | 2003 DL6            | 24 februarie 2003 | Modra⁠(d)             | Š. Gajdoš⁠(d)      |
| 154464 - | 2003 DU12           | 26 februarie 2003 | Campo Imperatore⁠(d)  | CINEOS⁠(d)         |
| 154465 - | 2003 DB13           | 22 februarie 2003 | Palomar              | NEAT              |
| 154466 - | 2003 DO15           | 26 februarie 2003 | Haleakala            | NEAT              |
| 154467 - | 2003 DR15           | 27 februarie 2003 | Haleakala            | NEAT              |
| 154468 - | 2003 DG17           | 28 februarie 2003 | Kleť                 | Kleť              |
| 154469 - | 2003 DR17           | 22 februarie 2003 | Goodricke-Pigott⁠(d)  | J. W. Kessel⁠(d)   |
| 154470 - | 2003 DP19           | 22 februarie 2003 | Palomar              | NEAT              |
| 154471 - | 2003 DX20           | 22 februarie 2003 | Palomar              | NEAT              |
| 154472 - | 2003 DD24           | 22 februarie 2003 | Palomar              | NEAT              |
| 154473 - | 2003 DM24           | 22 februarie 2003 | Kitt Peak            | Spacewatch        |
| 154474 - | 2003 EJ2            | 5 martie 2003     | Socorro              | LINEAR            |
| 154475 - | 2003 EU2            | 5 martie 2003     | Socorro              | LINEAR            |
| 154476 - | 2003 EX3            | 6 martie 2003     | Palomar              | NEAT              |
| 154477 - | 2003 EW5            | 5 martie 2003     | Socorro              | LINEAR            |
| 154478 - | 2003 EJ10           | 6 martie 2003     | Socorro              | LINEAR            |
| 154479 - | 2003 ET10           | 6 martie 2003     | Socorro              | LINEAR            |
| 154480 - | 2003 ED18           | 6 martie 2003     | Anderson Mesa        | LONEOS            |
| 154481 - | 2003 EB24           | 6 martie 2003     | Socorro              | LINEAR            |
| 154482 - | 2003 EX25           | 6 martie 2003     | Anderson Mesa        | LONEOS            |
| 154483 - | 2003 EO28           | 6 martie 2003     | Socorro              | LINEAR            |
| 154484 - | 2003 EB31           | 6 martie 2003     | Palomar              | NEAT              |
| 154485 - | 2003 EZ32           | 7 martie 2003     | Anderson Mesa        | LONEOS            |
| 154486 - | 2003 EJ33           | 7 martie 2003     | Anderson Mesa        | LONEOS            |
| 154487 - | 2003 EZ35           | 7 martie 2003     | Anderson Mesa        | LONEOS            |
| 154488 - | 2003 EL36           | 7 martie 2003     | Anderson Mesa        | LONEOS            |
| 154489 - | 2003 EN51           | 7 martie 2003     | Goodricke-Pigott⁠(d)  | R. A. Tucker⁠(d)   |
| 154490 - | 2003 EQ60           | 15 martie 2003    | Haleakala            | NEAT              |
| 154491 - | 2003 FM2            | 24 martie 2003    | Cordell-Lorenz⁠(d)    | Cordell-Lorenz⁠(d) |
| 154492 - | 2003 FD4            | 26 martie 2003    | Palomar              | NEAT              |
| 154493 - | 2003 FU6            | 27 martie 2003    | Piszkéstető⁠(d)       | K. Sárneczky⁠(d)   |
| 154494 - | 2003 FL10           | 23 martie 2003    | Kitt Peak            | Spacewatch        |
| 154495 - | 2003 FU15           | 23 martie 2003    | Palomar              | NEAT              |
| 154496 - | 2003 FK18           | 24 martie 2003    | Kitt Peak            | Spacewatch        |
| 154497 - | 2003 FD21           | 23 martie 2003    | Haleakala            | NEAT              |
| 154498 - | 2003 FT24           | 24 martie 2003    | Kitt Peak            | Spacewatch        |
| 154499 - | 2003 FX26           | 24 martie 2003    | Kitt Peak            | Spacewatch        |
| 154500 - | 2003 FZ26           | 24 martie 2003    | Kitt Peak            | Spacewatch        |